# Rema (Ethiopië)
Rema is een dorp in Ethiopische regio Amhara op ongeveer 144 km ten noorden van Addis Ababa. Rema telt naar schatting 7.000 inwoners. De belangrijkste activiteit is landbouw.
Het bijzondere van het dorp is dat het uitsluitend gebruikmaakt van zonnepanelen voor de opwekking van elektriciteit.
In 2005 was er een plan om een dieselgenerator aan het dorp te geven voor de opwekking van elektriciteit voor de hutten, scholen, bedrijfjes en een gezondheidskliniek. De inwoners weigerden de gift te aanvaarden. De generator kan slechts een beperkte tijd per dag werken omdat de inwoners de steeds hoger wordende kosten van de diesel niet kunnen betalen. Daarnaast hadden de inwoners het gebruik van zonnepanelen gezien in het naburige gehucht Kechemober. Die waren daar geïnstalleerd bij de 29 huishoudens en een school dankzij een proefproject van een Duitse stichting.
De inwoners van Rema wilden ook zonnepanelen. Na een grondige training van een aantal lokale inwoners voor de assemblage, het installeren en het onderhoud van de zonnepanelen waren in 2007 1100 eenheden geïnstalleerd. Dankzij microfinanciering konden de inwoners de kosten betalen. In 2011 waren 2200 eenheden geïnstalleerd. Behalve voor verlichting met LED lampen voor straatverlichting, in huizen en scholen - vooral voor avondonderwijs aan volwassenen - wordt zonne-energie gebruikt voor waterpompen, desinfectie van het water, koelkasten en tv’s. Omdat geen petroleum meer wordt gebruikt voor verlichting is het aantal klachten ten gevolge van rook (longproblemen) verminderd.
Het bijzondere van het gebruik van zonne-energie op deze manier was aanleiding voor een bezoek van Bill Clinton en zijn dochter Chelsea Clinton aan het dorp in 2008.

## Verwijzingen
1. ↑  Harald Schützeichel, Ethiopia solar. The initiation of a solar trade in Ethiopia, 2005-2011
2. ↑  http://news.bbc.co.uk Sun energy empowers Ethiopian village (bekeken op 10 januari 2014)
3. ↑  Thesis C. Braden 2012 Claudia Braden, Solar Energy and Rural Development-an exploration into end-users' impact evaluation
4. ↑  http://www.theguardian.com Power to the people (bekeken op 10 januari 2014)